# Dozowanie oprogramowania
Dozowanie oprogramowania, także licznikowanie oprogramowania (ang. software metering) – ograniczanie liczby użytkowników uruchamiających dane oprogramowanie z centralnego miejsca na serwerze, wynikające z umowy licencyjnej.